# Apple Miyuki
Hibiscus Mii (en japonés: ハイビスカスみぃ, Haibisukasu Mii) (Tenri, Nara; 14 de junio de 1985) es una luchadora profesional japonesa, más conocida por su nombre en el ring de Apple Miyuki (en japonés: アップルみゆき, Appuru Miyuki), bajo el cual ha participado en promociones niponas como Kaientai Dojo y Osaka Pro Wrestling.

## Carrera profesional
Debutó el 14 de enero de 2002 en Puerto Rico contra otra luchadora de Kaientai Dojo, Ofune. Mientras Ofune se convertía en la mejor luchadora de la promoción, Apple se mantenía en un segundo plano, luchando en combates más cómicos y ganando poco a poco experiencia. También trabajó para JDStar, donde adquirió una experiencia aún más valiosa. Cuando Ofune se lesionó en 2005, Apple pasó a tener un papel más destacado, ganándose primero el respeto de su compañera de lucha K-Dojo, YOSHIYA, siendo el último combate de su serie un combate hardcore. A partir de ese momento, formaron un equipo, ya que se volvió a utilizar el extinto WEW Hardcore Tag Team Championship, y se convirtieron en el primer equipo en ostentarlo. Apple fue también la primera luchadora femenina en ostentar uno de los cinturones, además de la primera mujer del Kaientai Dojo, algo que sólo repitió una vez Tomoka Nakagawa.
A finales de 2005, Apple y YOSHIYA recibieron el K-AWARD al mejor Tag Match de ese año. En 2006 continuó la buena racha de Apple, con una oportunidad por el título de peso medio de la UWA contra la entonces campeona PSYCHO, aunque fue derrotada. A finales de 2006, sin embargo, las cosas se volvieron un poco difíciles para Apple, ya que fue traicionada por YOSHIYA durante un tag match a tres bandas por el título Hardcore Tag de la WEW, quien entonces creó el grupo "Omega" con Makoto Oishi, Shiori Asahi, Bambi y MIYAWAKI. En un principio, Apple declaró la guerra a YOSHIYA, pero luego cambió su enfoque hacia Bambi, una de las otras chicas del roster. Con Bambi lesionada, Apple se tomó un descanso de la guerra contra Omega para formar un equipo con las novatas, añadiendo un poder estelar que normalmente no tendría.
El año 2007 supuso un cambio para Apple, ya que GET y RAVE se unieron. Tuvo un pequeño enfrentamiento con Yu Yamagata para ver quién era la mejor luchadora femenina del K-Dojo. Tuvieron dos combates entre ellas, dividiendo a ambas, antes de desechar sus diferencias, y aún no han tenido un tercer combate individual.
En marzo de 2013, Miyuki anunció que se unía a la nueva promoción Ryukyu Dragon Pro Wrestling, adoptando de paso el nuevo nombre artístico Hibiscus Mii.

## Campeonatos y logros
- Dramatic Dream Team
  - Ironman Heavymetalweight Championship (3 veces)
- Kaientai Dojo
  - WEW Hardcore Tag Team Championship (2 veces) - con YOSHIYA[3]
  - K-AWARD - Best Tag Match (2005)
- Osaka Pro Wrestling
  - Osaka Pro Wrestling Battle Royal Championship (1 vez)
- Pro Wrestling Society
  - PWS Losers Weight Championship (1 vez)[6]
- Union Pro Wrestling
  - Fly To Everywhere World Championship (1 vez)[7]